# Danilovgrad
Danilovgrad (črnogorsko Даниловград) je mesto v Črni gori, ki je upravno središče občine Danilovgrad.

## Zgodovina
Mesto Danilovgrad je bilo ustanovljeno leta 1869 in je bilo poimenovano po črnogorskem "knjazu" Danilu I. Petroviću Njegošu (ok. 1670 - 1735).
Leži ob poti med dvema največjima črnogorskima mestoma, Podgorico in Nikšićem, v oba vodi tudi železniška proga.

## Demografija
| 1948 | 1953 | 1961 | 1971 | 1981 | 1991 | 2003 | 2011 | 2023 |
| 2154 | 2338 | 2690 | 2961 | 3664 | 4409 | 5252 | 4388 | 5208 |